# Cristina Restelli
Cristina Restelli est une karatéka italienne née à Brescia le 10 octobre 1965. Elle est surtout connue pour avoir remporté l'épreuve de kata individuel féminin aux championnats d'Europe de karaté 1986, 1987, 1988 et 1989.

## Résultats
| Résultat          | Date | Épreuve         | Catégorie | Compétition                | Ville hôte               |
| ----------------- | ---- | --------------- | --------- | -------------------------- | ------------------------ |
| Médaille d'or     | 1986 | Kata individuel | Seniors   | Championnats d'Europe 1986 | Madrid, en Espagne       |
| Médaille d'or     | 1987 | Kata individuel | Seniors   | Championnats d'Europe 1987 | Glasgow, en Écosse       |
| Médaille d'or     | 1988 | Kata individuel | Seniors   | Championnats d'Europe 1988 | Gênes, en Italie         |
| Médaille d'or     | 1989 | Kata individuel | Seniors   | Championnats d'Europe 1989 | Titograd, en Yougoslavie |
| Médaille d'argent | 1990 | Kata individuel | Seniors   | Championnats d'Europe 1990 | Vienne, en Autriche      |